# Janet Blair
Janet Blair, artiestennaam van Martha Jane Lafferty, (Altoona (Pennsylvania), 23 april 1921 - Santa Monica (Californië), 19 februari 2007) was een Amerikaans film- en televisieactrice. Haar artiestennaam was ontleend aan haar geboortestreek Blair County in Pennsylvania.

## Levensloop
Ze begon haar carrière als zangeres in de Hal Kemp Band. Na een auto-ongeluk in 1941 van de bandleider Hal Kempe begon ze als actrice. Haar debuutfilm was Three Girls About Town in 1941.
Ze beëindigde haar filmcarrière in 1948 toen ze door Columbia Pictures in de steek werd gelaten en latere aangeboden rollen niet leuk vond. In plaats daarvan speelde ze tussen 1950-1952 de hoofdrol in de musical South Pacific. In deze periode trad ze meer dan 1200 keer op. Later zei ze hierover: "I never missed a performance". Tijdens deze tournee leerde ze haar latere man kennen.
In 1957 stond opnieuw voor de filmcamera, ditmaal voor de film "Public Pigeon No. 1". Na een paar films, waarvan "Burn, Witch, Burn/Night of the Eagle" uit 1962 de bekendste was, maakte ze een overstap naar de televisie. Ze speelde in veel televisieseries, waaronder The Outer Limits, The Love Boat en Fantasy Island.
Haar laatste optreden voor de televisie was in 1991 in een aflevering van Murder, She Wrote.
Janet Blair stierf op een leeftijd van 85 jaar door complicaties bij een longontsteking in het St. John's Health Center in Santa Monica.

## Huwelijken
- Louis Ferdinand Busch (gescheiden)
- Nick Mayo (weduwe; twee kinderen - Andrew en Amanda)

## Films
- Three Girls About Town (1941)
- Blondie Goes to College (1942)
- Two Yanks in Trinidad (1942)
- Broadway (1942)
- My Sister Eileen (1942)
- Something to Shout About (1943)
- Once Upon a Time (1944)
- Tonight and Every Night (1945)
- Tars and Spars (1946)
- Gallant Journey (1946)
- The Fabulous Dorseys (1947)
- I Love Trouble (1948)
- The Fuller Brush Man (1948)
- The Black Arrow (1948)
- Public Pigeon No. One (1957)
- Night of the Eagle (1962)
- Boys' Night Out (1962)
- The One and Only, Genuine, Original Family Band (1968)
- Won Ton Ton, the Dog Who Saved Hollywood (1976)

## Televisie
- The Ford Theatre Hour (1948)
- The Chevrolet Tele-Theatre (1949)
- The Philco Television Playhouse (1949)
- Armstrong Circle Theatre (1954)
- The Elgin Hour (1954)
- The United States Steel Hour (1954)
- A Connecticut Yankee (1955, tv)
- Goodyear Television Playhouse (1955)
- Lux Video Theatre (1955)
- Climax! (1955)
- Front Row Center (1955)
- One Touch of Venus (1955, tv)
- Ford Television Theatre (1956)
- Screen Directors Playhouse (1956)
- Caesar's Hour (1956-1957)
- Alcoa Theatre (1958)
- Around the World with Nellie Bly (1960 tv movie)
- The Chevy Mystery Show (1960)
- Shirley Temple's Storybook (1960)
- The Chevy Show (1960-1961)
- The Outer Limits (1963)
- Bob Hope Presents the Chrysler Theatre (1964)
- Destry (1964)
- Burke's Law (1963-1964)
- Ben Casey (1966)
- Marcus Welby, M.D. (1970-1973)
- The Smith Family (1971)
- Switch (1977)
- Fantasy Island (1980)
- The Love Boat (1982)
- Murder, She Wrote (1991)